# Supercoppa di Lega di Serie C 2000
La Supercoppa di Lega di Serie C 2000 è stata la 1ª edizione della Supercoppa di Serie C. Nel torneo si affrontano le vincitrici dei due gironi della Serie C1 1999-2000. L'edizione venne vinta dal Siena per la prima volta nella sua storia.

## Squadre partecipanti
Le squadre partecipanti all'edizione 2000:
- Siena Vincitrice girone A di Serie C1 1999-2000
- Crotone Vincitore girone B di Serie C1 1999-2000

## Formula
La formula prevede che le due squadre si affrontino in una gara di andata ed in una di ritorno, la vincitrice dell'edizione sarà quella che avrà segnato più gol in entrambe le gare. In caso di arrivo a pari reti, la vittoria dell'edizione verrà data alla squadra che ha segnato il maggior numero di gol in trasferta. In caso che anche i gol in trasferta segnati dalle compagini siano uguali, si procederà ai calci di rigore.

## Incontri
| Arbitro: | Cruciani (Pesaro) |

|               |           |           |
| Lorenzini 26’ | Marcatori | 6’ Pagano |

| Arbitro: | Girardi (San Donà di Piave) |

|              |           |  |
| Ghizzani 65’ | Marcatori |  |